# Égat
Égat (catalansk: Èguet) er en by og kommune i departementet Pyrénées-Orientales i Sydfrankrig.

## Geografi
Égat ligger i Cerdagne 92 km vest for Perpignan. Nærmeste byer er mod vest Targassonne (3 km) og mod øst Font-Romeu-Odeillo-Via (3 km).

## Demografi

### Udvikling i folketal
| 1962                                                              | 1968 | 1975 | 1982 | 1990 | 1999 | 2007 | 2014 | 2017 |
| ----------------------------------------------------------------- | ---- | ---- | ---- | ---- | ---- | ---- | ---- | ---- |
| 81                                                                | 122  | 202  | 310  | 419  | 494  | 457  | 442  | 438  |
| Tal fra og med 1962 er uden dobbelttælling (sans doubles comptes) |      |      |      |      |      |      |      |      |